# Rafayel Vahanyan
Rafayel Vahanyan (in armeno Ռաֆայել Վահանյան?; Erevan, 15 ottobre 1951) è uno scacchista armeno, fino al 1992 sovietico, Grande maestro.
Ottenne il titolo di Grande Maestro a 19 anni e per molto tempo (fino a quando l'Armenia si è resa indipendente nel settembre del 1991) è stato uno dei più forti giocatori dell'ex Unione Sovietica.
È stato per due volte candidato al titolo mondiale. Nel 1986 fu eliminato da Andrej Sokolov e nel 1988 da Lajos Portisch. Ha raggiunto il rating FIDE più alto nel 1995 con 2.645 punti Elo. Il suo Elo attuale (ottobre 2008) è di 2.590 punti.
Si stima che abbia vinto non meno di 30 tornei internazionali, tra cui Vrnjačka Banja 1971 (davanti a Leonid Štejn e Ljubomir Ljubojević), Kragujevac 1974, San Paolo e Kirovakan 1978, Las Palmas 1979, Manila 1981, Mosca 1982 (pari con Michail Tal'), Hastings 1982/83, Tallinn 1983 (pari con Tal), Interzonale di Biel e Næstved 1985, Leningrado 1987, 56º Campionato sovietico, Odessa 1989, Toronto 1990, Ter Apel 1992, Torneo di Capodanno di Reggio Emilia 1992/93 e 1994/95.
Nel 1974 ha vinto la medaglia d'oro individuale e di squadra, in prima scacchiera, nel campionato del mondo juniores di Teesside in Gran Bretagna. Dal 1978 al 2004 ha partecipato a nove Olimpiadi (tre con l'URSS e sei con l'Armenia), ottenendo 5 medaglie di squadra (due d'oro) e 3 individuali (due d'oro).
È molto forte nel gioco lampo. Nel 1988 si è classificato secondo nel Campionato del mondo lampo di Saint John in Canada, dietro al vincitore Michail Tal'. Al torneo partecipano anche il campione del mondo in carica Garri Kasparov e l'ex campione del mondo Anatolij Karpov.
Il suo stile di gioco è basato principalmente sull'intuizione. Il grande maestro Aleksej Suėtin ha detto di lui:
«Ha una fine percezione della dinamica del gioco e capisce quando è il momento di intensificare la lotta sulla scacchiera. Non calcola sempre le varianti fino in fondo, confidando molto sulle sue sensazioni. È sempre ottimista, pieno di intenzioni ambiziose in ogni fase della partita, con un temperamento esplosivo».